# Незаконити улазак
Незаконити улазак (енгл. Unlawful Entry) је психолошки трилер филм Џонатана Каплана из 1992. године. У филму глуме Курт Расел, Реј Лиота и Медлин Стоу.

## Радња
Мајкл и Карен Кар су срећни у браку у Лос Анђелесу. Непознато лице је ушло у кућу супружника са циљем да га опљачка, а он је одбијен. Мајкл контактира полицију и полицајац Пит Дејвис стиже да одговори на позив. Он одмах напушта своје радне обавезе и показује нездраво интересовање за Карен. Разбојник је приведен, али се ту не завршава случај. Сада Мајкл треба да заустави полицајца који му се меша у лични живот и малтретира његову жену. Сукоб се завршава Питовим покушајем да упадне у кућу Карових и силује Карен. Мајкл користи оружје.